# Germanpreet Singh
Germanpoor Singh (Gurdaspur, 24 giugno 1996) è un calciatore indiano, centrocampista dello Jamshedpur.

## Caratteristiche tecniche
È un mediano.

## Carriera

### Club
Ha giocato nella prima divisione indiana.

### Nazionale
Ha giocato nelle nazionali giovanili indiane Under-19 ed Under-23.
Con la nazionale maggiore indiana ha preso parte alla Coppa d'Asia 2019.

## Statistiche

### Presenze e reti nei club
| Stagione          | Squadra           | Campionato        | Campionato | Campionato | Coppe nazionali | Coppe nazionali | Coppe nazionali | Coppe continentali | Coppe continentali | Coppe continentali | Altre coppe | Altre coppe | Altre coppe | Totale | Totale |
| Stagione          | Squadra           | Comp              | Pres       | Reti       | Comp            | Pres            | Reti            | Comp               | Pres               | Reti               | Comp        | Pres        | Reti        | Pres   | Reti   |
| ----------------- | ----------------- | ----------------- | ---------- | ---------- | --------------- | --------------- | --------------- | ------------------ | ------------------ | ------------------ | ----------- | ----------- | ----------- | ------ | ------ |
| 2014-2015         | Dempo             | IL                | 4          | 1          | -               | -               | -               | -                  | -                  | -                  | -           | -           | -           | 4      | 1      |
| 2017-2018         | Minerva Punjab    | IL                | 11         | 0          | SC              | -               | -               | -                  | -                  | -                  | -           | -           | -           | 11     | 0      |
| 2017-2018         | Chennaiyin        | ISL               | 7          | 0          | SC              | 0               | 0               | -                  | -                  | -                  | -           | -           | -           | 7      | 0      |
| 2018-2019         | Chennaiyin        | ISL               | 9          | 0          | SC              | 1               | 0               | AFC Cup            | 6                  | 0                  | -           | -           | -           | 16     | 0      |
| 2019-2020         | Chennaiyin        | ISL               | 10+3       | 0          | SC              | -               | -               | -                  | -                  | -                  | -           | -           | -           | 13     | 0      |
| 2020-2021         | Chennaiyin        | ISL               | 11         | 0          | -               | -               | -               | -                  | -                  | -                  | -           | -           | -           | 11     | 0      |
| 2021-2022         | Chennaiyin        | ISL               | 14         | 1          | -               | -               | -               | -                  | -                  | -                  | -           | -           | -           | 14     | 1      |
| Totale Chennaiyin | Totale Chennaiyin | Totale Chennaiyin | 54         | 1          |                 | 1               | 0               |                    | 6                  | 0                  | -           | -           | -           | 61     | 1      |
| 2022-2023         | Jamshedpur        | ISL               | 7          | 0          | SC              | 1               | 0               | QAFC               | 0                  | 0                  | DC          | -           | -           | 8      | 0      |
| 2023-2024         | Jamshedpur        | ISL               | 1          | 0          | SC              | 4               | 0               | -                  | -                  | -                  | DC          | -           | -           | 5      | 0      |
| 2025-2026         | Jamshedpur        | ISL               | 0          | 0          | SC              | 0               | 0               | -                  | -                  | -                  | DC          | 2           | 0           | 2      | 0      |
| Totale Jamshedpur | Totale Jamshedpur | Totale Jamshedpur | 8          | 0          |                 | 4               | 0               |                    | 0                  | 0                  | -           | 2           | 0           | 14     | 0      |
| Totale carriera   | Totale carriera   | Totale carriera   | 77         | 2          |                 | 6               | 0               |                    | 6                  | 0                  |             | 2           | 0           | 90     | 2      |

#### Cronologia presenze e reti in nazionale
| Cronologia completa delle presenze e delle reti in nazionale ― India | Cronologia completa delle presenze e delle reti in nazionale ― India | Cronologia completa delle presenze e delle reti in nazionale ― India | Cronologia completa delle presenze e delle reti in nazionale ― India | Cronologia completa delle presenze e delle reti in nazionale ― India | Cronologia completa delle presenze e delle reti in nazionale ― India | Cronologia completa delle presenze e delle reti in nazionale ― India | Cronologia completa delle presenze e delle reti in nazionale ― India |
| Data                                                                 | Città                                                                | In casa                                                              | Risultato                                                            | Ospiti                                                               | Competizione                                                         | Reti                                                                 | Note                                                                 |
| -------------------------------------------------------------------- | -------------------------------------------------------------------- | -------------------------------------------------------------------- | -------------------------------------------------------------------- | -------------------------------------------------------------------- | -------------------------------------------------------------------- | -------------------------------------------------------------------- | -------------------------------------------------------------------- |
| 13-08-2016                                                           | Thimphu                                                              | Bhutan                                                               | 0 – 3                                                                | India                                                                | Amichevole                                                           | -                                                                    | 46’                                                                  |
| 03-09-2016                                                           | Mumbai                                                               | India                                                                | 4 – 1                                                                | Porto Rico                                                           | Amichevole                                                           | -                                                                    | 88’                                                                  |
| 05-11-2017                                                           | Taipa                                                                | Macao                                                                | 0 – 2                                                                | India                                                                | Qual. Coppa d'Asia 2019                                              | -                                                                    | 87’                                                                  |
| 14-11-2017                                                           | Goa                                                                  | India                                                                | 2 – 2                                                                | Birmania                                                             | Qual. Coppa d'Asia 2019                                              | -                                                                    |                                                                      |
| 05-09-2018                                                           | Dacca                                                                | India                                                                | 2 – 0                                                                | Sri Lanka                                                            | SAFF Championship                                                    | -                                                                    |                                                                      |
| 15-09-2018                                                           | Dacca                                                                | Maldive                                                              | 2 – 1                                                                | India                                                                | SAFF Championship                                                    | -                                                                    | 46’                                                                  |
| 17-11-2018                                                           | Amman                                                                | Giordania                                                            | 2 – 1                                                                | India                                                                | Amichevole                                                           | -                                                                    | 82’                                                                  |
| 27-12-2018                                                           | Abu Dhabi                                                            | Oman                                                                 | 0 – 0                                                                | India                                                                | Amichevole                                                           | -                                                                    | 46’                                                                  |
| 06-01-2019                                                           | Abu Dhabi                                                            | Thailandia                                                           | 1 – 4                                                                | India                                                                | Coppa d'Asia 2019 - 1º turno                                         | -                                                                    | 87’                                                                  |
| Totale                                                               |                                                                      | Presenze                                                             | 9                                                                    |                                                                      | Reti                                                                 | 0                                                                    |                                                                      |